# Josef Lišanski
Josef Lišanski (hebrejsky יוסף לישנסקי‎, ‎1890, Kyjev – 16. prosince 1917, Damašek) byl židovský špion a člen špionážní sítě Nili, založené v roce 1915 v Palestině za účelem podpory Spojeného království v boji proti Osmanské říši během první světové války. Neúspěšně se ucházel o členství v židovské obranné skupině ha-Šomer, načež založil vlastní skupinu ha-Magen, která střežila židovské vesnice v severní části Negevu před arabskými útoky. Patřil mezi vedení špionážní skupiny Nili, kvůli čemuž byl hledaný tureckými úřady. Když hledal útočiště v řadách ha-Šomer, členové skupiny jej zradili, když se jej pokusili zabít. Tento pokus přežil a následně se skrýval u přátel, než byl zajat Beduíny a předán tureckým úřadům, které jej den před britským dobytím Jeruzaléma popravily v Damašku.